# Mar de Las Calmas
Mar de Las Calmas este o arie protejată (arie specială de conservare — SAC, sit de importanță comunitară — SCI) din Spania întinsă pe o suprafață de 9.898,43 ha, integral marine.

## Localizare
Centrul sitului Mar de Las Calmas este situat la coordonatele 27°39′31″N 18°03′16″W / 27.6587°N 18.0544°V.

## Înființare
Situl Mar de Las Calmas a fost declarat sit de importanță comunitară în octombrie 1999 pentru a proteja 3 specii de animale. Situl a fost protejat și ca arie specială de conservare în septembrie 2011.

## Biodiversitate
Situată în ecoregiunile  și marină macaroneziană, aria protejată conține 3 habitate naturale: Recifuri, Peșteri marine scufundate complet sau parțial, Bancuri de nisip acoperite în permanență slab de apă marină.
La baza desemnării sitului se află mai multe specii protejate:
- mamifere (1): delfin mare (Tursiops truncatus)
- reptile (2): Caretta caretta, Chelonia mydas

Pe lângă speciile protejate, pe teritoriul sitului au mai fost identificate 9 specii de mamifere, 6 specii de nevertebrate, 7 specii de pești.